# Chocolate Starfish and the Hot Dog Flavored Water
Chocolate Starfish and the Hot Dog Flavored Water – trzeci album studyjny amerykańskiego zespołu muzycznego Limp Bizkit wydany 17 października 2000 roku nakładem Flip Records i Interscope Records. Został nagrany w 2000 roku w studiu Westlake Studios w Los Angeles. Gościnnie na albumie wystąpili Scott Weiland z zespołu Stone Temple Pilots, muzycy Scott Borland i Rich Keller oraz raperzy: Xzibit, DMX, Method Man i Redman. Oprócz tego w utworze „Outro” można usłyszeć rozmowy aktorów Bena Stillera i Marka Wahlberga, skatera Roba Dyrdka i wokalisty zespołu Third Eye Blind Stephana Jenkinsa.
Zgodnie z informacjami z książki Guitar World Presents Nu-metal, tytuł albumu ma następujące znaczenie: pierwsza jego część, „Chocolate Starfish”, oznaczająca w anglojęzycznym slangu odbyt, jest określeniem, jakim Fred Durst, wokalista Limp Bizkit, sam siebie nazwał w odniesieniu do tego, że inni ludzie nazywali go „dupkiem” (ang. „asshole”]). Z kolei druga, „Hot Dog Flavored Water” (pol. „Woda o smaku hot doga”), wzięła się stąd, że kiedyś Wes Borland, gitarzysta zespołu, patrzył na butelki z wodą smakową i wyobraził sobie wodę o smaku hot doga jako rodzaj żartu.
Album dotarł do pierwszego miejsca listy przebojów Billboard 200 i w pierwszym tygodniu sprzedał się w Stanach Zjednoczonych w ponad milionie kopii – do dziś (stan na 2022 rok) jest to największy debiut albumu rockowego w pierwszym tygodniu od rozpoczęcia ery Nielsen SoundScan w 1991 roku. Według danych z kwietnia 2002 roku wydawnictwo sprzedało się w nakładzie 6 259 073 egzemplarzy na terenie Stanów Zjednoczonych. W tym samym miesiącu tego samego roku RIAA nagrodziło je sześciokrotnym platynowym certyfikatem. Z kolei ogółem, w 39 krajach, sprzedaż albumu do 2001 roku wyniosła 10 455 582 kopie.
Chocolate Starfish and the Hot Dog Flavored Water dotarł do drugiego miejsca polskiego zestawienia OLiS. 11 stycznia 2001 roku materiał uzyskał w Polsce złoty certyfikat.
W 2001 roku album zdobył nagrodę w kategorii Najlepszy album na gali MTV Europe Music Awards.

## Lista utworów
Opracowano na podstawie materiału źródłowego
| Nr  | Tytuł utworu                                                         | Długość |
| --- | -------------------------------------------------------------------- | ------- |
| 1.  | „Intro”                                                              | 1:18    |
| 2.  | „Hot Dog”                                                            | 3:50    |
| 3.  | „My Generation”                                                      | 3:41    |
| 4.  | „Full Nelson”                                                        | 4:07    |
| 5.  | „My Way”                                                             | 4:33    |
| 6.  | „Rollin’ (Air Raid Vehicle)”                                         | 3:34    |
| 7.  | „Livin’ It Up”                                                       | 4:24    |
| 8.  | „The One”                                                            | 5:44    |
| 9.  | „Getcha Groove On” (feat. Xzibit)                                    | 4:29    |
| 10. | „Take a Look Around”                                                 | 5:21    |
| 11. | „It’ll Be OK”                                                        | 5:07    |
| 12. | „Boiler”                                                             | 7:00    |
| 13. | „Hold On” (feat. Scott Weiland)                                      | 5:47    |
| 14. | „Rollin’ (Urban Assault Vehicle)” (feat. DMX, Method Man and Redman) | 6:23    |
| 15. | „Outro”                                                              | 9:50    |
|     |                                                                      | 1:15:08 |

## Twórcy
Opracowano na podstawie materiału źródłowego.
Zespół Limp Bizkit w składzie
- Fred Durst – wokal
- Wes Borland – gitara
- Sam Rivers – gitara basowa
- John Otto – perkusja
- DJ Lethal – turntablizm

Dodatkowi muzycy/uczestnicy
- Scott Borland – instrumenty klawiszowe w utworach 2., 4., 5., 7., 8., 11. i 13.
- Xzibit – wokal w „Getcha Groove On”
- Scott Weiland – wokal w „Hold On”
- DMX, Method Man, Redman – wokal w „Rollin’ (Urban Assault Vehicle)”
- Rich Keller – gitara basowa w „Rollin’ (Urban Assault Vehicle)”
- Ben Stiller, Mark Wahlberg, Rob Dyrdek, Stephan Jenkins – rozmowy w „Outro”

Produkcja
- Fred Durst – teksty w utworach 1.–9. i 11.–15., współautorstwo „Take a Look Around”, produkcja muzyczna w „Getcha Groove On”, kierownictwo artystyczne, fotografie
- Wes Borland – muzyka w utworach 1.–8., 11.–13. i 15., oprawa graficzna
- Sam Rivers, John Otto – muzyka w utworach 1.–8., 11.–13. i 15.
- Xzibit – tekst w „Getcha Groove On”
- DJ Lethal – muzyka i produkcja muzyczna w „Getcha Groove On”
- Lalo Schifrin – współautorstwo „Take a Look Around” (oryginalny motyw muzyczny z serialu Mission: Impossible)
- Scott Weiland – tekst w „Hold On”, dodatkowa produkcja muzyczna w utworach 1.–8. i 10.–15.
- Swizz Beatz – muzyka i produkcja muzyczna w „Rollin’ (Urban Assault Vehicle)”
- Limp Bizkit – produkcja muzyczna w utworach 1.–8. i 10.–15.
- Terry Date – nagrywanie, produkcja muzyczna w utworach 1.–8. i 10.–15.
- Josh Abraham – dodatkowa produkcja muzyczna w utworach 1.–8. i 10.–15.
- Erin Haley – koordynacja produkcji muzycznej
- Vlado Mellar – mastering
- Eve Butler – produkcja wykonawcza
- Jordan Schur – produkcja wykonawcza, A&R
- Peter Katsis – pomoc w produkcji wykonawczej
- Andy Wallace – miksowanie w utworach 1.–8. i 11.–13.
- Michael Patterson – miksowanie w „Getcha Groove On”
- Brendan O’Brien, Ryan Williams – miksowanie w „Take a Look Around”
- Richard Huredia, Rich Keller – miksowanie w „Rollin’ (Urban Assault Vehicle)”
- Josh Wilbur, Steve Sisco – pomoc w miksowaniu w utworach 1.–8., 11.–13. i 15.
- Ted Reiger – inżynieria
- Domenic Barbera – edycja
- Barney Chase, Darren Venbitti – inżynieria, edycja
- Joe Barresi – inżynieria dodatkowa
- Scott Olson – inżynieria dodatkowa, edycja
- Jamie Duncan, Ted Reiger, Dylan Vaughan, Pete Novak, Ashley Stubbert, Carl Nappa, Fran Flannery, Dave Dominguez, Doug Trantow, Matt Kingdom, Femio Hernandez, Jesse Gorman, Kevin Guarnieri, Steve Conover – pomoc przy nagrywaniu
- Liam Wars – koordynacja artystyczna
- David Mantel – opieka prawna
- Doug Davis, Johanna Tate – pomoc w opiece prawnej
- The Firm, Kevin Kanegal, Krista Wayner, Eric Wasserman, Matt Lichtenberg – kierownictwo biznesowe